# Sultan of the Disco
Sultan of the Disco (kor. 술탄 오브 더 디스코) ist eine Disco- und Indie-Rock-Band aus Südkorea.

## Geschichte
Die Band ist seit 2006 aktiv und steht bei Boonga Boonga Records (BGBG) unter Vertrag. Benannt hat sie sich nach dem Dire Straits Lied Sultans of Swing. Auf Cyworld veröffentlichte sie 2007 eine fiktionale Bandbiografie. Im Februar 2014 veröffentlichte sie die Single Tang Tang Ball. 2014 wurde sie auf das Glastonbury Festival eingeladen.

## Diskografie

### Studioalben
- 2013: The Golden Age
- 2018: Aliens

### EPs
- 2007: 요술왕자
- 2007: 여동생이 생겼어요
- 2010: Groove Official
- 2013: 오리엔탈 디스코 특급
- 2014: 탱탱볼
- 2014: 웨ㅔㅔㅔㅔ